# Amphoe Nong Ya Plong
Amphoe Nong Ya Plong (Thai: อำเภอหนองหญ้าปล้อง) ist ein Landkreis (Amphoe – Verwaltungs-Distrikt) im nordwestlichen Teil der Provinz Phetchaburi. Die Provinz Phetchaburi liegt im südwestlichen Teil der Zentralregion von Thailand.

## Geographie
Benachbarte Distrikte (von Norden im Uhrzeigersinn): die Amphoe Ban Kha und Pak Tho der Provinz Ratchaburi sowie die Amphoe Khao Yoi, Ban Lat und Kaeng Krachan der Provinz Phetchaburi. Im Westen liegt die Tanintharyi-Division von Myanmar.

## Geschichte
Nong Ya Plong wurde am 6. Juli 1972 zunächst als „Zweigkreis“ (King Amphoe) eingerichtet, indem die drei Tambon Nong Ya Plong, Yang Nam Klat Nuea und Yang Nam Klat Tai vom Amphoe Khao Yoi abgetrennt wurden.
Am 21. Mai 1990 bekam es den vollen Amphoe-Status.

## Verwaltung

### Provinzverwaltung
Der Landkreis Nong Ya Plong ist in vier Tambon („Unterbezirke“ oder „Gemeinden“) eingeteilt, die sich weiter in 31 Muban („Dörfer“) unterteilen.
| Nr. | Name               | Thai         | Muban | Einw. |
| --- | ------------------ | ------------ | ----- | ----- |
| 01. | Nong Ya Plong      | หนองหญ้าปล้อง  | 11    | 6.843 |
| 02. | Yang Nam Klat Nuea | ยางน้ำกลัดเหนือ | 05    | 2.063 |
| 03. | Yang Nam Klat Tai  | ยางน้ำกลัดใต้   | 07    | 2.644 |
| 04. | Tha Takhro         | ท่าตะคร้อ      | 08    | 3.977 |

### Lokalverwaltung
Im Landkreis gibt es drei „Tambon-Verwaltungsorganisationen“ (องค์การบริหารส่วนตำบล – Tambon Administrative Organizations, TAO)
- Nong Ya Plong (Thai: องค์การบริหารส่วนตำบลหนองหญ้าปล้อง) bestehend aus dem kompletten Tambon Nong Ya Plong.
- Yang Nam Klat Tai (Thai: องค์การบริหารส่วนตำบลยางน้ำกลัดใต้) bestehend aus den kompletten Tambon Yang Nam Klat Nuea, Yang Nam Klat Tai.
- Tha Takhro (Thai: องค์การบริหารส่วนตำบลท่าตะคร้อ) bestehend aus dem kompletten Tambon Tha Takhro.